# Porodin (Aleksinac)
Porodin (kyrillisch:Породин) ist ein Dorf in Ostserbien.

## Geographie und Bevölkerung
Das Dorf liegt in der Opština Aleksinac im Nišavski okrug im Osten des Landes auf 576 Meter über dem Meeresspiegel. Porodin hatte bei der Volkszählung von 2011 eine Einwohnerzahl von 103, während es 2002 noch 154 Bewohner waren. Nach den letzten drei Bevölkerungsstatistiken fällt die Einwohnerzahl weiter.
Die Bevölkerung von Porodin stellen zu 94 % Serbisch-orthodoxe Serben. Zudem leben im Ort auch 7 orthodoxe Roma, die 4 % der Bevölkerung stellen. Das Dorf besteht aus 56 Haushalten. 
Der Ort liegt südwestlich der Gemeindehauptstadt Aleksinac. In der Nähe liegt der Gebirgszug Jastrebac, der auch touristisch erschlossen ist. 

### Demographie
| Jahr | Einwohnerzahl |
| ---- | ------------- |
| 1948 | 359           |
| 1953 | 375           |
| 1961 | 355           |
| 1971 | 325           |
| 1981 | 293           |
| 1991 | 230           |
| 2002 | 154           |
| 2011 | 103           |

## Religion
In Porodin steht eine Serbisch-orthodoxe Kirche, die dem Hl. Johannes dem Täufer geweiht ist. Die Kirche gehört zur Eparchie Niš, der Serbisch-orthodoxen Kirche.

## Belege
- Књига 9, Становништво, упоредни преглед броја становника 1948, 1953, 1961, 1971, 1981, 1991, 2002, подаци по насељима, Републички завод за статистику, Belgrad 2004, ISBN 86-84433-14-9
- Књига 1, Становништво, национална или етничка припадност, подаци по насељима, Републички завод за статистику, Belgrad 2003, ISBN 86-84433-00-9
- Књига 2, Становништво, пол и старост, подаци по насељима, Републички завод за статистику, Belgrad 2003, ISBN 86-84433-01-7